# Kamiel Buysse
Kamiel Buysse (8 juli 1934 – 26 oktober 2020) was een Belgische wielrenner. Hij nam deel aan de Ronde van Frankrijk 1959. Kamiel Buysse is de vader van Bernadette Buysse en grootvader van Greg Van Avermaet.
Wielerploegen van Kamiel Buysse
Andries ·
Baert ·
Bels ·
Blavier ·
Borgmans ·
Bosmans ·
Buysse ·
Claeys ·
De Backer ·
De Boever ·
De Laet ·
Demunster ·
De Pauw ·
De Pré ·
Deleye ·
Deloof ·
Demaer ·
Denys ·
Depover · 
Despeghel ·
Devoldere ·
Dewitte ·
Doom ·
Duerinckx ·
Dussault ·
Englebert ·
Ertveldt ·
Favre ·
Flecy ·
Gosselin ·
Gräser (tot 31/05) ·
Hanssen ·
Heye ·
Heyvaert ·
Hoevenaars ·
Hooberghs ·
Hubar ·
Huyskens ·
Janssen ·
Kennedy (tot 25/06) ·
Lamote ·
Laroy ·
Ledru ·
Luyten ·
Machiels (tot 05/06) ·
McLennan ·
Meuleman ·
Michiels ·
Moxhet (tot 05/05) ·
Murray ·
Noyelle ·
Nulens ·
Pascal ·
Patteeuw ·
Planckaert ·
Reyers ·
Rijckaert (tot 05/05) ·
Roman ·
Rosseel ·
Saelens ·
Schaeken ·
Schaerlaeckens ·
Schellenberg ·
Schepens ·
Schmidt ·
Soenens ·
Strehler ·
Terryn ·
Tressider ·
Truye ·
Tuytens ·
Uytterhaegen ·
Van de Wiele ·
Van Eckhoudt ·
Van den Broeck · 
Van Holsbeke ·
Van Kerckhove ·
Van Ryssel ·
Vandaele ·
Vandecaveye ·
Vandersmissen ·
Vanhoutte ·
Vanthournout ·
Van Tieghem ·
Verheyden ·
Verpaelt ·
Verplaetse ·
Volckaert ·
Wislet (tot 05/05) ·
Zen
Andries ·
Bar ·
Blavier ·
Borgmans ·
Bosmans ·
Buysse ·
De Boever ·
Demunster ·
De Pré ·
Debaar ·
Decock ·
Dekkers ·
Deloof ·
Demaer ·
Desmet ·
Dewitte ·
Doom ·
Duerinckx ·
Englebert ·
Grondelaers ·
Kennedy ·
Luyten ·
Martinato ·
Meuleman ·
Noyelle ·
Ongenae ·
Palmans ·
Planckaert ·
Roman ·
Rosseel ·
Schaeken ·
Schaerlaeckens ·
Schepens ·
Schmidt ·
Truye ·
Van de Wiele ·
Van D'Huynslager ·
Van den Brande ·
Van den Broeck · 
Van Wynsberghe ·
Vandaele ·
Vandecaveye ·
Vanthournout ·
Verheyden ·
Verpaelt